# Macrauzata maxima
Macrauzata maxima är en fjärilsart som beskrevs av Inoue 1960. Macrauzata maxima ingår i släktet Macrauzata och familjen sikelvingar. Inga underarter finns listade i Catalogue of Life.